# Adílio
Adílio, celým jménem Adílio de Oliveira Gonçalves, (15. května 1956, Rio de Janeiro – 5. srpna 2024, Jacarepaguá) byl brazilský fotbalista, záložník. 

## Fotbalová kariéra
Hrál za CR Flamengo, CR Vasco da Gama, Coritiba Foot Ball Club, Barcelona SC, Itumbiara Esporte Clube, Alianza Lima, América Futebol Clube, Serrano Football Club, Bacabal Esporte Clube, Boavista Sport Club, Friburguense Atlético Clube, Barra Mansa Futebol Clube. Třikrát s Flamengem vyhrál brazilskou ligu. V Poháru osvoboditelů nastoupil ve 38 utkáních, dal 7 gólů a v roce 1981 pohár s Flamengem vyhrál. V Interkontinentálním poháru nastoupil v 1 utkání, dal 1 gól a v roce 1981 pohár s Flamengem vyhrál. Za brazilskou fotbalovou reprezentaci nastoupil v letech 1979–1982 ve 2 utkáních. 

## Ligová bilance
| Ročník                               | Zápasy | Góly | Klub                    |
| ------------------------------------ | ------ | ---- | ----------------------- |
| Campeonato Brasileiro Série A 1976   | 6      | 0    | CR Flamengo             |
| Campeonato Brasileiro Série A 1977   | 18     | 1    | CR Flamengo             |
| Campeonato Brasileiro Série A 1978   | 23     | 5    | CR Flamengo             |
| Campeonato Brasileiro Série A 1979   | 10     | 1    | CR Flamengo             |
| Campeonato Brasileiro Série A 1980   | 17     | 0    | CR Flamengo             |
| Campeonato Brasileiro Série A 1981   | 18     | 1    | CR Flamengo             |
| Campeonato Brasileiro Série A 1982   | 22     | 3    | CR Flamengo             |
| Campeonato Brasileiro Série A 1983   | 21     | 8    | CR Flamengo             |
| Campeonato Brasileiro Série A 1984   | 18     | 4    | CR Flamengo             |
| Campeonato Brasileiro Série A 1985   | 25     | 4    | CR Flamengo             |
| Campeonato Brasileiro Série A 1986   | 3      | 0    | CR Flamengo             |
| Campeonato Brasileiro Série A 1987   | -      | -    | CR Flamengo             |
| Campeonato Brasileiro Série A 1987   | 11     | 0    | Coritiba Foot Ball Club |
| Campeonato Brasileiro Série A 1988   | -      | -    | Coritiba Foot Ball Club |
| Serie A (Ekvádor) 1989               | -      | -    | Barcelona SC            |
| Serie A (Ekvádor) 1990               | -      | -    | Barcelona SC            |
| Primera División (Peru) 1992         | -      | -    | Alianza Lima            |
| CELKEM Campeonato Brasileiro Série A | -      | -    |                         |